# Дроновка (Донецкая область)
Дро́новка (укр. Дронівка) — село в Северской городской общине Бахмутского района Донецкой области Украины.
Село расположено у впадения реки Бахмутки в Северский Донец. 
Рядом с селом расположен ботанический заказник местного значения «Ландышевая дубрава». 
Население по переписи 2001 года составляет 613 человек. Почтовый индекс — 84521. Телефонный код — 6274.
Село Дроновка — родина Героя Советского Союза, генерала-майора авиации Яковенко Леонтия Игнатьевича.